# I contrabbandieri del mare
I contrabbandieri del mare! è un film italiano del 1948, diretto da Roberto Bianchi Montero.

## Trama
Napoli. I pescatori dediti al contrabbando sono sorvegliati dalla Guardia di finanza, che però non riesce mai a coglierli sul fatto. Intanto un finanziere scomodo viene misteriosamente assassinato.
La guardia di Finanza sospetta immediatamente che l'autore del delitto sia da ricercare tra i pescatori che a loro volta, convinti della propria innocenza, si attivano per aiutare le forze dell'ordine ad arrestare il vero colpevole, al quale decidono di tendere una trappola.